# Mallodon columbianum
Mallodon columbianum là một loài bọ cánh cứng trong họ Cerambycidae.